# Bourrasque (Schiff)
Die Bourrasque war ein Zerstörer der Bourrasque-Klasse der französischen Marine. Am 30. Mai 1940 ging das Schiff bei der Evakuierung von alliierten Truppen während der Operation Dynamo verloren.

## Typschiff
In den meisten Fällen wird das erste Schiff einer Klasse zum namensgebenden Schiff. Bei der Bourrasque-Klasse war das nicht so. Die Bourrasque war das siebte Schiff der Klasse, welches auf Kiel gelegt wurde und erst das zehnte beim Stapellauf. Da die Endausrüstung vor der Indienststellung aber sehr schnell voranging, wurde die Bourrasque zum Typschiff. Allerdings wurde das Schwesterschiff Simoun fast vier Monate vor der Bourrasque in Dienst gestellt.

## Baugeschichte und technische Daten
Die Kiellegung der Bourrasque war am 12. November 1923 in der Marinewerft Ateliers et Chantiers de France in Dünkirchen. Der Stapellauf erfolgte am 5. August 1925 und die Indienststellung am 23. August 1926.
Das Schiff war 106 m lang, 9,64 m Breit und hatte einen maximalen Tiefgang von 4,3 m. Die Standardverdrängung betrug 1.298 ts und die Maximalverdrängung 1.968 ts. Drei Dampfkessel versorgten zwei Dampfturbinen die über je eine Welle einen Propeller antrieben. Die Leistung war 31.000 PS (22.800 kW) mit denen das Schiff eine Geschwindigkeit von 33 kn (61 km/h) erreichen konnte. Die Bunker des Schiffes konnten 360 t Schweröl aufnehmen. Diese reichten für 3.000 Seemeilen bei 15 kn.
Die Bewaffnung der Bourrasque bestand aus vier 13,0-cm-Geschützen Modell 1919. Diese waren in Einzelaufhängungen aufgestellt. Die Flugabwehr bestand aus einem 7,5-cm-Flugabwehrgeschütz Modell 1924; dieses befand sich Mittschiffs hinter den Schornsteinen. Als Torpedobewaffnung verfügte das Schiff über sechs Torpedorohre in zwei Dreiergruppen. Zudem verfügte sie am Heck über zwei Abwurfgestelle für 16 Wasserbomben.

## Untergang und Verbleib

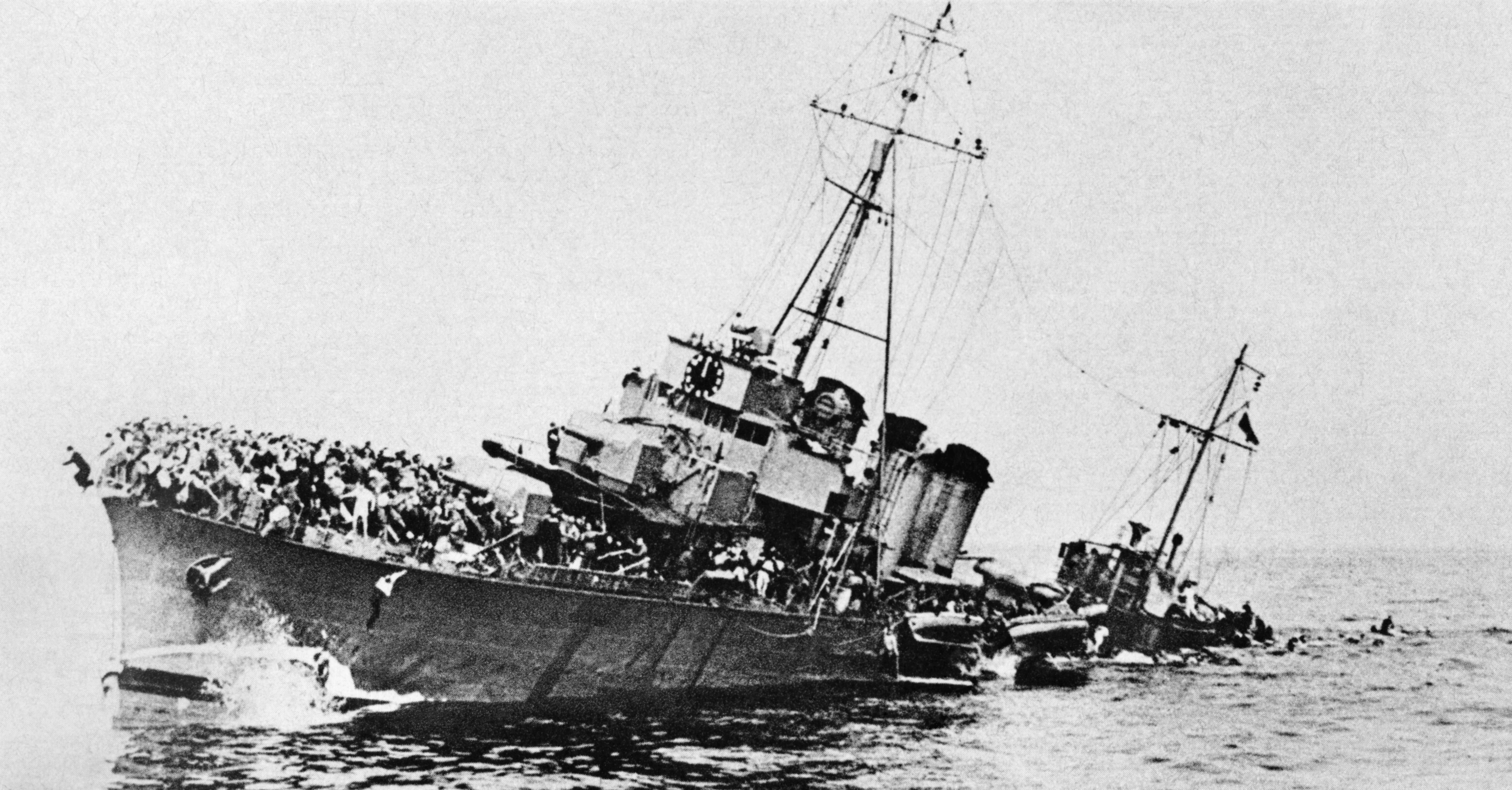
Die sinkende Bourrasque

Die Bourrasque nahm unter dem Kommando von Capitaine De Fregate Robert Gabriel Arthur Fouque im Rahmen der Operation Dynamo an der Entsetzung alliierter Truppen aus Dünkirchen teil. Am 30. Mai 1940 lief das Schiff auf eine Seemine und wurde anschließend durch deutsches Geschützfeuer versenkt. Die Bourrasque liegt auf der Position 51° 14′ 58″ N, 2° 33′ 2″ O in 25 m Tiefe. Das Schiff hatte zu diesem Zeitpunkt ca. 1.200 Soldaten aus Dünkirchen an Bord. Die Verluste beim Untergang betrugen ca. 500 Mann.